# 永井直寛
永井 直寛（ながい なおひろ）は、江戸時代後期の摂津国高槻藩の世嗣。官位は日向守。

## 略歴
第10代藩主・永井直与の長男として誕生。正室は間部詮允の娘・惇。
摂津高槻藩嫡子として生まれるが、家督相続前の天保6年（1835年）に早世した。
代わって、弟・直輝が嫡子となった。